# Phanerotomella minuta
Phanerotomella minuta är en stekelart som beskrevs av Herbert Zettel 1989. Phanerotomella minuta ingår i släktet Phanerotomella och familjen bracksteklar. Inga underarter finns listade i Catalogue of Life.